# DGS 62N
Динамічний стабілізатор колії DGS 62N — самохідна колійна машина, що застосовується для прискореної і контрольованої стабілізації колії без порушення профілю, плану та рівня при всіх видах ремонту колії. Виготовляється на дніпропетровському заводі Трансмаш (ПрАТ «Трансмаш») за підтримки австрійської фірми «Plasser & Theurer».
Працює в комплексі з виправно-підбивально-рихтувальними машинами. Динамічний стабілізатор DGS 62N за допомогою двох стабілізуючих пристроїв, один із яких створює горизонтальне коливання поперек осі колії, другий утворює вертикальне навантаження, створює ефект динамічної стабілізації, який передається на баластну призму і ущільнює її. Стабілізуючі пристрої за допомогою рейкових та затискаючих роликів і автоматики видержують поперечний рівень при вібрації, ущільнюють баластну призму, зберігаючи при цьому профіль, план та рівень колії з високою точністю.

## Технічні характеристики
| Характеристика                                 | Числа              |
| ---------------------------------------------- | ------------------ |
| Габаритні розміри довжина по осі автозчеплення | 17,55м             |
| Габаритні розміри висоти                       | 4,015м             |
| Габаритні розміри ширини                       | 2,7м               |
| Діаметр коліс                                  | 730мм              |
| Кількість обслуговчого персоналу               | 3 машиністи        |
| Максимальна продуктивність машини              | 1,47км/машинозміну |
| Річна продуктивність машини                    | 250км              |
| Маса машини                                    | 61,5т              |